# DG Flugzeugbau
Die DG Flugzeugbau GmbH war ein in Bruchsal ansässiger Hersteller von Flugzeugen, insbesondere von Segelflugzeugen. Nachdem die DG Flugzeugbau zwischen 1996 und 2021 als eigenständiges Unternehmen operierte, wurde sie 2021 von Volocopter übernommen. 
Seitdem fokussiert sich die DG Flugzeugbau GmbH, heute Volocopter Production ausschließlich auf den Bau von volocopterspezifischen Bauteilen, während die Tätigkeiten im Bereich Entwicklung, Service, Wartung und Vertrieb von der im Jahr 2021 gegründeten DG Aviation GmbH  übernommen wurden. Die Herstellung von Segelflugzeugen hat seit 2023 die neu gegründete JSDG Production GmbH als Herstellbetrieb übernommen. 
Die DG Flugzeugbau entstand aus der Glaser-Dirks Flugzeugbau GmbH, die von Gerhard A. Glaser und Wilhelm Dirks gegründet wurde. Aus diesem Unternehmen ging 1996 die DG Flugzeugbau GmbH hervor, welche im Jahr 2021 schließlich von Volocopter übernommen wurde. 
Seit der Insolvenz des Flugzeugbauers Rolladen Schneider Flugzeugbau 2003 wird von der DG-Flugzeugbau auch die Marke „LS-Flugzeugbau“ betreut. 
Die DG Aviation GmbH ist somit heute Musterbetreuer (Part-CAO) für alle von DG Flugzeugbau (Glaser-Dirks) und Rolladen Schneider produzierten Flugzeuge. Nach Eigenangaben betreut das Unternehmen somit eine Flotte von über 4500 Flugzeugen. Das Unternehmen  bietet darüber hinaus die Instandhaltung, Wartung und Lufttüchtigkeitsprüfung aller Flugzeuge und Motorsegler sowie ELA-1 (bis 1200 kg) Flugzeugen herstellerübergreifend an.
Als Werksflugplatz nutzt das Unternehmen den Sonderlandeplatz Bruchsal.

## Geschichte

### Glaser-Dirks

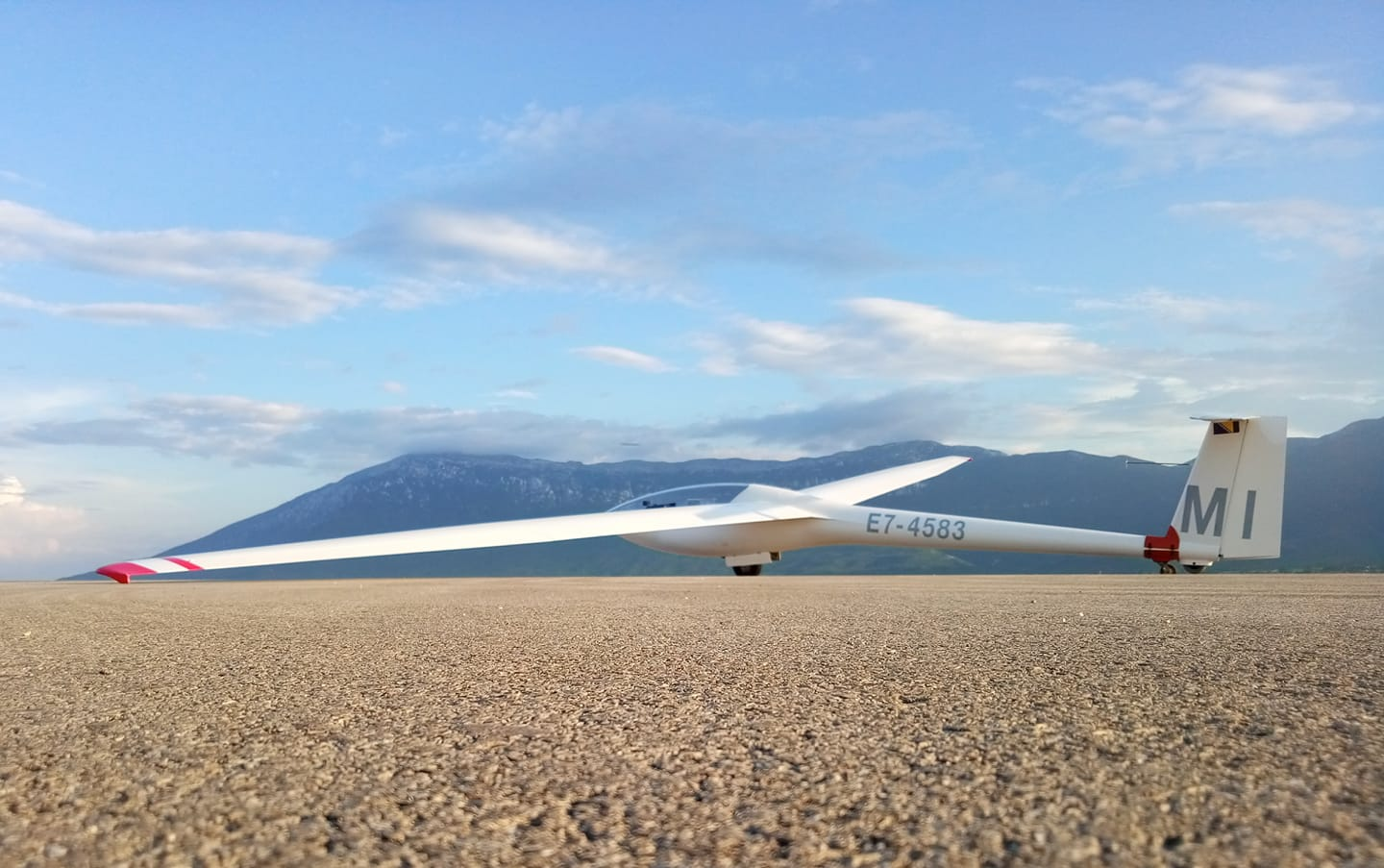
Glaser-Dirks DG-100, das erste von Glaser-Dirks als Vorgänger der DG Flugzeugbau in Serie produzierte Flugzeug

Die Flugzeugwerke Glaser-Dirks wurden vom Elektromeister Gerhard A. Glaser und dem Flugzeugkonstrukteur Wilhelm Dirks in Untergrombach bei Bruchsal gegründet.
Das erste von Glaser-Dirks produzierte Flugzeug war die Glaser-Dirks DG-100, die im Mai 1974 ihren Erstflug hatte. 1977 folgte die Neuentwicklung Glaser-Dirks DG-200. 
Die Einführung neuer Werkstoffe, verstärktem Rumpfvorderteil, eingeklebten Sitzschalen und tiefer Bordwand für einen leichteren Notausstieg führten zu Verbesserungen hinsichtlich Flugleistungen und Sicherheit gegenüber am Markt verfügbaren Segelflugzeugen. Es folgten die Entwicklung und Produktion der Modellreihen DG200, DG 300, DG 600.
Mit der Glaser-Dirks DG-400 erweiterte man 1981 das Produktportfolio um einen Motorsegler. Das Triebwerksanzeige- und Steuergerät DEI ermöglichte technisch wenig versierten Personen die Handhabung des motorisierten Flugzeugs. In den folgenden Jahren entstanden die Doppelsitzer Glaser-Dirks DG-500 und DG Flugzeugbau DG-1000 und die 18-m-Flugzeuge Glaser-Dirks DG-600 und Glaser-Dirks DG-800. 
1978 wurde eine Kooperation mit dem slowenischen Unternehmen Elan beschlossen. Die Flugzeuge DG-100 ELAN, DG-300 ELAN und DG-500 ELAN wurden in den Jahren darauf bei ELAN und ab 1999 bei dem Nachfolgeunternehmen AMS Flight gebaut. Diese Zusammenarbeit endete Ende 2004. Das Unternehmen stellte ab 1980 Teile der DG-200C aus kohlenstofffaserverstärktem Kunststoff her.
Aufgrund von Lieferproblemen des Motors der eigenstartfähigen DG-800A und damit Auslieferungsverzögerungen dieses Flugzeugtyps ging das Unternehmen Glaser-Dirks Flugzeugbau GmbH im Frühjahr 1996 in die Insolvenz.

### DG Flugzeugbau

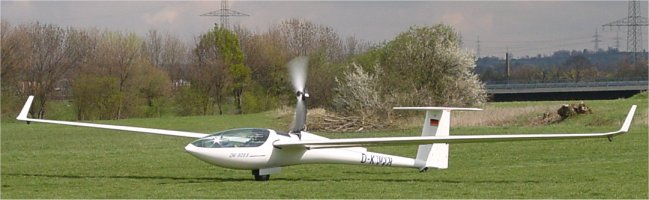
Eine DG-808B 18 m beim Eigenstart

Im Mai 1996 fanden sich mit Karl Friedrich Weber, dessen Frau Eva-Marie Weber und (vorübergehend) Gerhard Wolff finanzkräftige Investoren, und es wurde das Nachfolgeunternehmen DG Flugzeugbau GmbH gegründet. Weber investierte in die Weiterentwicklung der DG-800, in die Neuentwicklung des Doppelsitzers DG-1000 und in eine moderne Produktionsstätte direkt am Flugplatz von Bruchsal. Diese wurde im Dezember 2000 in Betrieb genommen.
Im gleichen Jahr erfolgte der Erstflug der neu entwickelten DG-1000S, 2004 folgte die Version mit Heimkehrhilfe. Im April 2010 wurde die erste selbststartfähige Version des Doppelsitzers DG-1001M ausgeliefert.
2003 übernahm DG Flugzeugbau das finanziell angeschlagene Unternehmen Rolladen Schneider Flugzeugbau und schloss dessen Standort in Egelsbach. Kurz darauf ging Rolladen Schneider in die Insolvenz. Das erfolgreiche Standardklasseflugzeug LS8 wurde zunächst von DG Flugzeugbau weiterhin gebaut und wurde weiterentwickelt. Der letzte LS-Typ LS10 wurde ebenfalls zur Serienreife weiterentwickelt und produziert. Außerdem erhielt DG-Flugzeugbau die Musterbetreuung der ausgelaufenen Muster LS1, LS3 und LS9. Die Muster LS4 und LS6 wurden samt Herstellungswerkzeugen von dem Unternehmen AMS in Slowenien übernommen. Allerdings wurden dort bis zur Aufgabe der Produktion von Segelflugzeugen 2009 nur einige wenige LS4 und keine LS6 gebaut. Die Musterbetreuung der beiden Typen wurde schließlich wieder von DG übernommen. 
Im Winter 2009 kündigte das Unternehmen an, dass für die Fortsetzung der Musterbetreuung älterer DG- und LS-Segelflugzeugtypen ein kostenpflichtiger Betreuungsvertrag mit der DG Flugzeugbau GmbH vereinbart werden müsse, da die bisherige Betreuung unwirtschaftlich sei. Dies stieß aufgrund der zu entrichtenden Gebühr auf Widerstand bei Flugsportlern und Vereinen. Inzwischen werden die Betreuungsverträge für alle DG- und LS-Flugzeugmuster mit der DG Aviation GmbH abgeschlossen, sofern die Flugzeuge nicht von der DG Aviation GmbH selbst produziert worden sind.

### Übernahme durch Volocopter, Gründung der DG Aviation
Seit dem Bau des ersten Prototypen von Volocopter, zunächst noch unter dem Firmennamen Syntern, koopierierte DG Flugzeugbau eng mit Volocopter. Hierbei profitierte Volocopter insbesondere von den Erfahrungen DGs im Bereich der Faserverbundwerkstoffe und der Lizenzierung von Flugzeugen. Im Juli 2021 wurde DG Flugzeugbau als Herstellbetrieb schließlich von Volocopter übernommen.
Nach der Übernahme durch Volocopter fokussierte sich die DG Flugzeugbau GmbH bis 2023 (die JSDG Production GmbH übernimmt die Produktion der Flugzeuge) auf die Produktion der Flugzeuge, während die Tätigkeiten im Bereich Entwicklung, Service, Wartung und Vertrieb von der im Jahr 2021 gegründeten DG Aviation GmbH übernommen wurden. Im April 2023 sind Holger Back und Sebastian Tschorn die verantwortlichen Geschäftsführer.

## Flugzeuge
Im Folgenden sind die Flugzeugreihen, die seit 1974 von Glaser-Dirks, DG Flugzeugbau und DG Aviation entwickelt und in Serie produziert wurden, im Überblick dargestellt. Die zwischen 1968 und 2003 von Rolladen Schneider entwickelten Flugzeuge, für die DG Aviation die Musterbetreuung übernimmt, sind hier nicht aufgeführt.

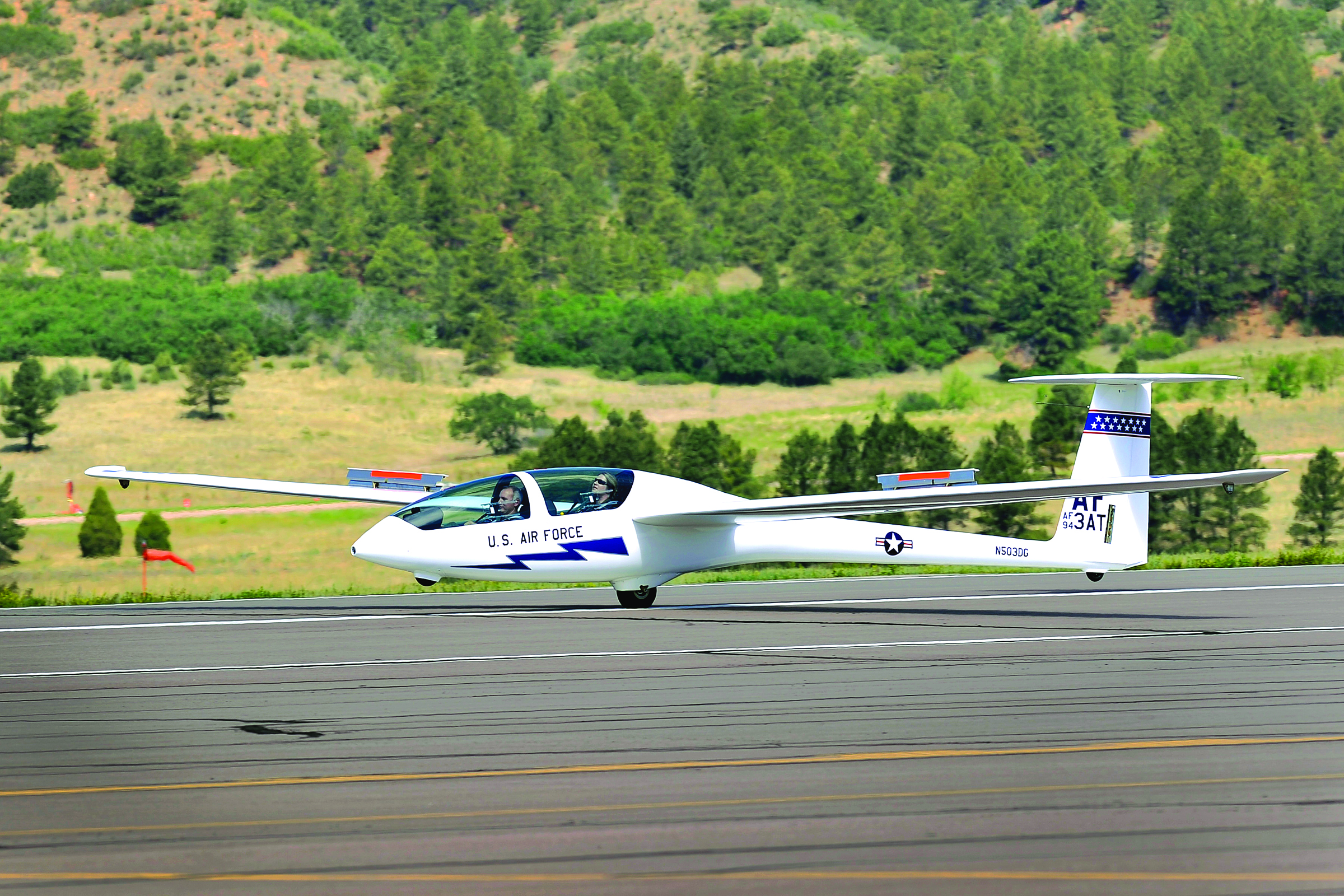
TG-16A, eine Sonderanfertigung aus der Modellreihe DG-1000 für die United States Air Force

Innerhalb der Modellreihen wurden häufig diverse Modelle veröffentlicht, die in ihrer Benennung dann der Modellreihe folgen. So existieren beispielsweise innerhalb der Modellreihe DG-800 die Modelle DG-800A, DG-800S, DG-808A, DG-808C und DG-808S.
- Glaser-Dirks DG-100
- Glaser-Dirks DG-200
- Glaser-Dirks DG-300
- Glaser-Dirks DG-400
- Glaser-Dirks DG-500
- Glaser-Dirks DG-600
- Glaser-Dirks DG-800
- DG Flugzeugbau DG-1000
- LS8, Weiterentwicklungen der Konstruktion von Rolladen Schneider
- LS10, Weiterentwicklung auf Basis einer Prototypenkonstruktion von Rolladen Schneider

Bis Mitte 2023 wurden von DG Aviation noch drei verschiedene Modelle der Modellreihe DG-1000 (DG-1001e neo, DG-1001s neo und DG-1001Club neo) sowie die LS8-e neo angeboten und produziert. Seit 2024 wird ausschließlich die Modellreihe DG-1000 (DG-1001e neo, DG-1001s neo und DG-1001Club neo) produziert. 